# Cima alla genovese
(poesia di Aldo Aquarone)

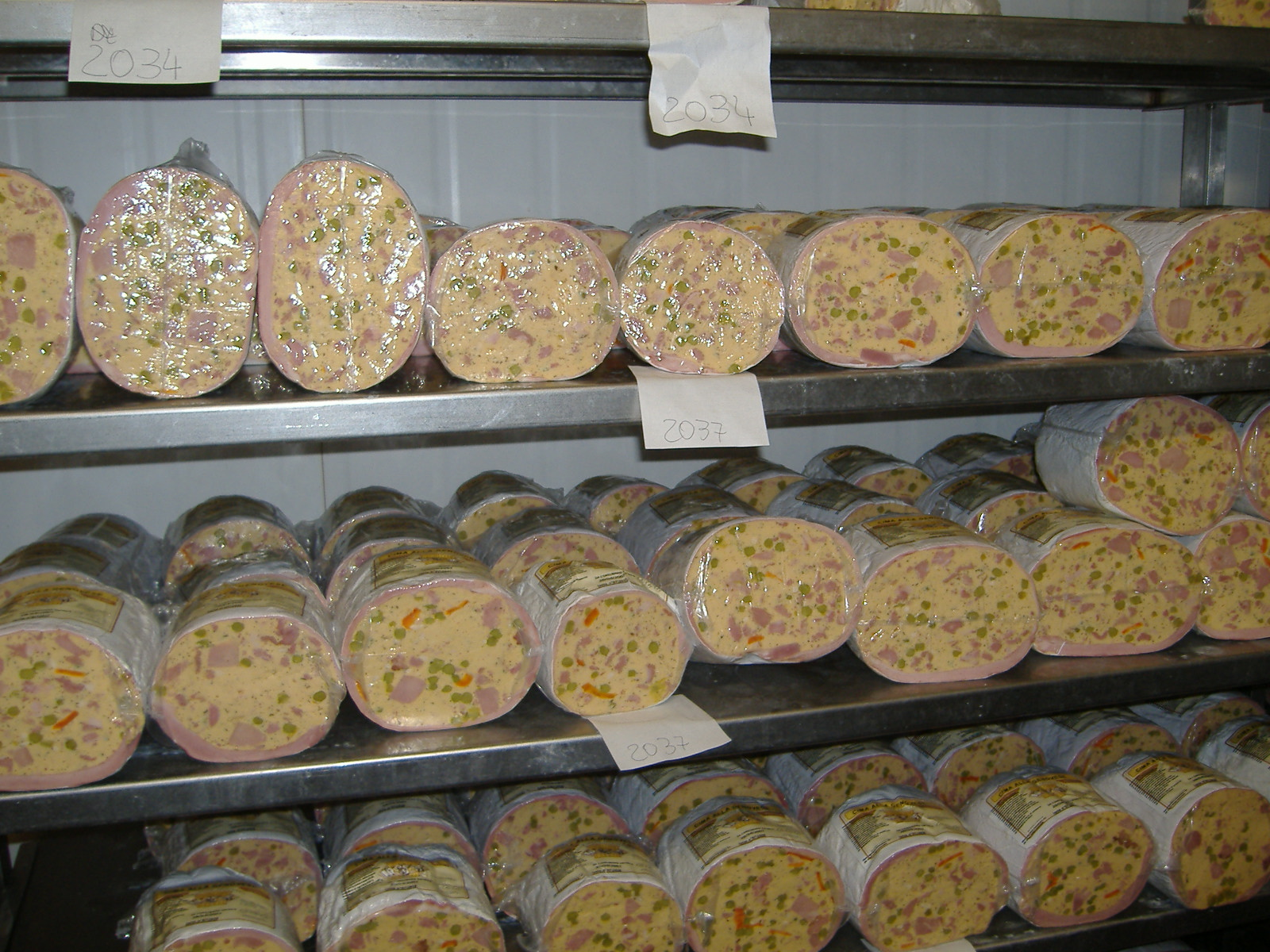
Cima alla genovese

La cima alla genovese, spesso chiamata semplicemente cima (a çimma in ligure), è un secondo piatto italiano tipico della cucina ligure. Consiste in un pezzo di carne di pancia di vitello tagliato in modo da formarvi una tasca e farcito di numerosi ingredienti. Una volta preparata viene chiusa, cucendola a mano per evitare che la farcitura esca. Viene quindi bollita in brodo con verdure per alcune ore in un telo di lino e lasciata a riposo sotto un peso.
La cima era, originariamente, un piatto povero realizzato con ingredienti di recupero, reso gustoso e nutriente nel tempo grazie al lungo lavoro delle massaie. Oggi si è trasformato in una ricca pietanza, alla cui fetta (denominata öggiu, cioè "occhio", in lingua ligure) viene dato un aspetto visivamente gradevole attraverso i colori degli ingredienti uniti insieme.
La preparazione della cima è molto lunga e complessa. Esiste sempre il rischio che, durante la cottura, a causa di errori di vario genere, possa "scoppiare", facendo fuoriuscire tutto il ripieno e rendendo quindi vano tutto il lavoro svolto.

## Ricetta
Gli ingredienti necessari sono: animella, cervella, uova, aglio, polpa di vitello, schienale (detto anche "filone"), pinoli, Parmigiano Reggiano grattugiato, maggiorana, bietoline giovani senza costa (dette "erbette") messe prima a stillare la loro acqua verde ed amara (cospargendole di sale grosso) e poi lavate e strizzate bene, prezzemolo, piselli, carote, mollica di pane bagnata nel latte e strizzata bene, olio extravergine d'oliva ligure, sale e pepe. Si possono aggiungere facoltativamente testicoli, poppa, prosciutto cotto e mortadella. Alcune fonti riportano tra gli ingredienti anche burro e funghi secchi, che tuttavia non sono consigliabili, il burro perché nella bollitura si scioglierebbe rovinando il ripieno, i funghi secchi perché rilasciano un gusto predominante sul resto degli ingredienti e, nella bollitura, scuriscono il ripieno e la carne.
Uno degli elementi indispensabili per la vera riuscita di questo sostanzioso piatto è la pèrsa, ossia la maggiorana. L'animella, la cervella, il filone ed eventualmente anche i testicoli e la poppa vanno bolliti e passati in tegame a sgrassare prima di essere inseriti nel ripieno con gli altri ingredienti. A volte, per accentuare il già citato aspetto della bellezza visiva della fetta di cima, si inserisce nel ripieno una carota intera sbucciata oppure un uovo sodo intero senza guscio. È decisamente impegnativo calcolare la quantità di uova corretta, che serve per evitare sia che la cima sia troppo ripiena e rischi di scoppiare sia che non sia abbastanza ripiena. Normalmente il numero di uova si calcola poggiando il pugno posato sulla "tasca" di carne della cima ancora vuota e stesa sul tavolo e contando quanti pugni servono per occupare tutta la superficie della tasca. Se il pugno è di mano maschile lo si appoggia di punta, col polso perpendicolare. Se, invece, il pugno è di mano femminile, quindi più piccolo, lo si mette di piano, col polso piegato in avanti. Al numero di pugni che servono per occupare tutta la superficie della tasca di carne vuota corrisponderà quello delle uova che serviranno per il ripieno. La tasca di carne dovrà essere riempita con il ripieno non per intero, perché con la bollitura le uova aumentano in volume e la farebbero scoppiare, ma per poco più di metà. Ultimate queste operazioni, la cima viene chiusa cucendola con filo o spago bianco per alimenti, fasciata con una federa di lino e cotta in una pentola capiente mediante bollitura in brodo di verdura, al quale, a piacere, si può aggiungere un altro pezzo di carne di vitello da bollito (testina, lingua, guancia, coda, punta di petto, biancostato, etc.) e/o un osso tondo da brodo. Si possono ottenere ottimi risultati immergendo la cima nell'acqua già bollente: in questo caso il brodo, se non c'è altra carne a bollire in pentola, rimarrà meno saporito, ma la consistenza della cima, attuando le dovute attenzioni, sarà perfetta. Se si immerge la cima in acqua fredda, invece, si otterrà un ottimo brodo, ma la consistenza della cima potrebbe lasciare a desiderare. La durata della cottura, a fuoco moderato, è di almeno due ore e varia a seconda della dimensione della cima e della potenza della fonte di calore. A cottura in corso, la cima deve essere sempre controllata e periodicamente punzecchiata con uno spillone o un ago da materassaio, per far fuoriuscire l'aria ed il vapore evitare che scoppi. A cottura ultimata la si estrae dalla pentola e, ancora gonfia e fasciata, la si mette sotto un peso, per darle la caratteristica forma ellittica e ricompattare il ripieno al suo interno.
Esiste una versione meno nota della Cima, detta "barattolina" in cui il ripieno viene cotto non nella tasca di carne ma in un barattolo, da cui il nome. Il barattolo, generalmente di vetro, viene posto in acqua bollente; a cottura ultimata viene aperto e si pone un peso sull´imboccatura per compattare il ripieno ed eliminare i liquidi in eccesso.

## Media
- Il cantautore genovese Fabrizio De André dedicò un'intera canzone al rituale della preparazione della cima: 'Â çímma, brano contenuto nell'album Le nuvole, scritto insieme ad Ivano Fossati e cantato interamente in dialetto ligure.